# 長髮精怪
達克拉哈（邵語：Takrahaz），是台灣邵族傳說中居住在日月潭裡的精靈，曾經為了守護日月潭而與邵族發生衝突。

## 外表與習性
達克拉哈的上半身是人、下半身是魚的身體，黑髮可以長至胸前或背後，有點類似人魚。他悠閒得住在日月潭裡，和族人和平共處，並以潭裡的生物為食，族人還常常看到牠在潭水隆起的石頭上曬太陽或梳頭髮。

## 傳說
有一天，邵族發現他們放在日月潭裡捕魚蝦的器具，如網子、捕筒、捕籠等，都因不明原因而壞掉不能用了，這樣的情況持續了好一段時間，族人的生計都出現問題。在部落開會討論時，有個年輕的邵族勇士Numa（Numa）自告奮勇潛入潭裡確認狀況，並且在日月潭底部發現達克拉哈正在破壞邵族剛設下的捕魚器具。
為了阻止達克拉哈，Numa和牠打了三天三夜，質問牠為什麼要做那種事，達克拉哈則生氣的控訴是邵族不知分寸的獵捕魚蝦，讓日月潭的生物都快要滅絕了，他為了生存只能這麼做。Numa這才醒悟過來，連忙對達克拉哈道歉，把原因告訴給族人。
邵族明白原因後，立下許多嚴格的捕魚規定維持生態平衡，如加大魚網的網格、限制魚筌的口徑、規定各種魚的獵捕時間等，達克拉哈還教邵族人製作浮嶼讓魚蝦棲息繁殖，防止了日月潭裡魚蝦的滅絕，邵族人繼續跟達克拉哈和平生存下去。